# Acacia gnidium
Acacia gnidium é uma espécie de leguminosa do gênero Acacia, pertencente à família Fabaceae.